# Bégard
Bégard (bretonisch: Bear) ist eine französische Gemeinde mit 4862 Einwohnern (Stand: 1. Januar 2022) im Département Côtes-d’Armor in der Region Bretagne. Sie gehört zum Arrondissement Guingamp und zum Kanton Bégard, dessen Bureau centralisateur sich in der Gemeinde befindet. Die Einwohner werden Bégarrois und Bégarroises genannt.

## Geographie
Die Gemeinde liegt etwa 17 Kilometer nordwestlich von Guingamp und 20 Kilometer südöstlich von Lannion. Umgeben wird Bégard von den Nachbargemeinden Prat im Norden und Nordwesten, Coatascorn im Nordosten, Brélidy und Saint-Laurent im Osten, Pédernec im Süden und Südosten, Louargat im Südwesten und Pluzunet im Westen.
Durch die Gemeinde führt die frühere Route nationale 167 (heute: D767).

## Geschichte

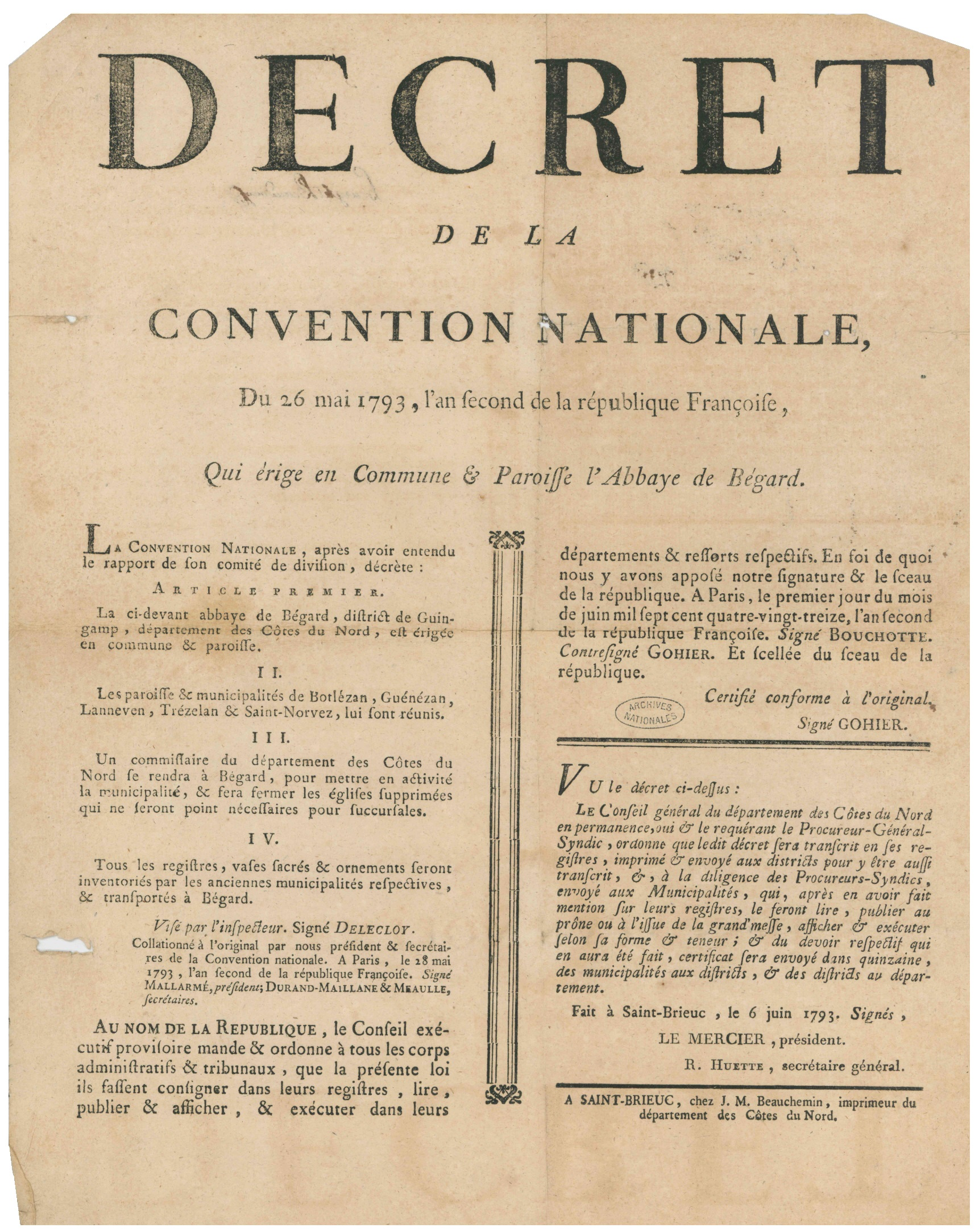
Dekret vom 26. Mai 1793

Die Gemeinde Bégard entstand durch ein Dekret vom 26. Mai 1793 durch den Zusammenschluss der seit 1790 selbständigen Gemeinden Botlézan, Guénézan und Trézélan. Zur Gemeinde Bégard kamen auch die Orte Lanneven und Saint-Norvez.

## Bevölkerungsentwicklung
| Jahr      | 1962 | 1968 | 1975 | 1982 | 1990 | 1999 | 2006 | 2011 | 2020 |
| Einwohner | 4719 | 4976 | 5152 | 5180 | 4906 | 4474 | 4471 | 4751 | 4810 |

## Sehenswürdigkeiten
Siehe auch: Liste der Monuments historiques in Bégard
- Menhir von Kerguézennec, 5,6 Meter hoher Stein, in der Jungsteinzeit errichtet, seit 1887 als  Monument historique klassifiziert
- Menhir von Le Pasquiou
- Ehemaliges Kloster Bégard, 1130 als Zisterzienserabtei begründet, 1790 aufgehoben. Die Klostergebäude sind Ende des 17./Anfang des 18. Jahrhunderts errichtet, die Kapelle im Jahr 1880
- Pfarrkirche Sainte-Tumelle in Botlezan mit Ursprüngen aus der Mitte des 16. Jahrhunderts
- Kapelle Sainte-Tunvel in Botlézan, im 15. Jahrhundert erbaut, im 17. und 18. Jahrhundert umgebaut, seit 1964/1981 als Monument historique eingeschrieben bzw. klassifiziert
- Pfarrkirche Sainte-Geneviève von Guénézan aus dem 16. Jahrhundert, seit 1964 als Monument historique eingeschrieben
- Pfarrkirche Saint-Rivoal in Trezelan, 1868 errichtet
- Pfarrkirche Notre-Dame in Bégard, zwischen 1903 und 1905 errichtet
- Kirche Saint-Méen in Lannevent aus dem 16. Jahrhundert, seit 1964 als Monument historique eingeschrieben
- Kapelle Saint-Méen in Lannévent aus der zweiten Hälfte des 17. Jahrhunderts
- Kapelle in Saint-Nicolas aus dem späten 18. Jahrhunderts
- Herrenhaus Coatgouray, im 15. Jahrhundert an der Stelle einer mittelalterlichen Burg errichtet, eit 2919 als Monument historique eingeschrieben
- Herrenhaus im Weiler Sall Gwen aus dem späten 16. Jahrhundert, zu Beginn des 20. Jahrhunderts umgestaltet
- Herrenhaus im Weiler Park Lann, 1716 errichtet
- Herrenhaus im Weiler Trevourec, 1727 errichtet
- Herrenhaus im Weiler La Roche Huon, in der ersten Hälfte des 17. Jahrhunderts errichtet
- Herrenhaus im Weiler Coat Gouray, mit Ursprüngen aus dem 14. Jahrhundert

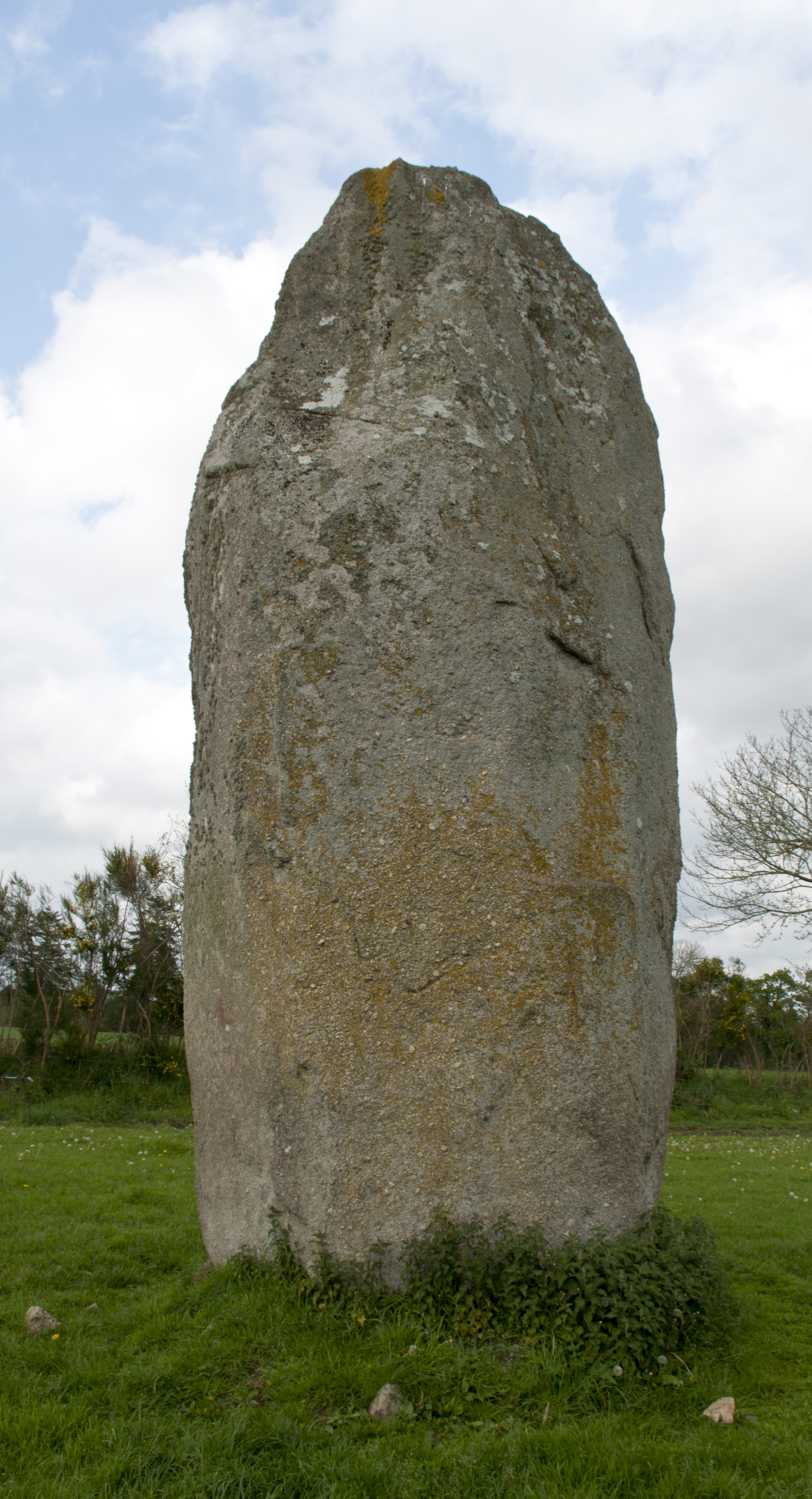
Menhir von Kerguézennec
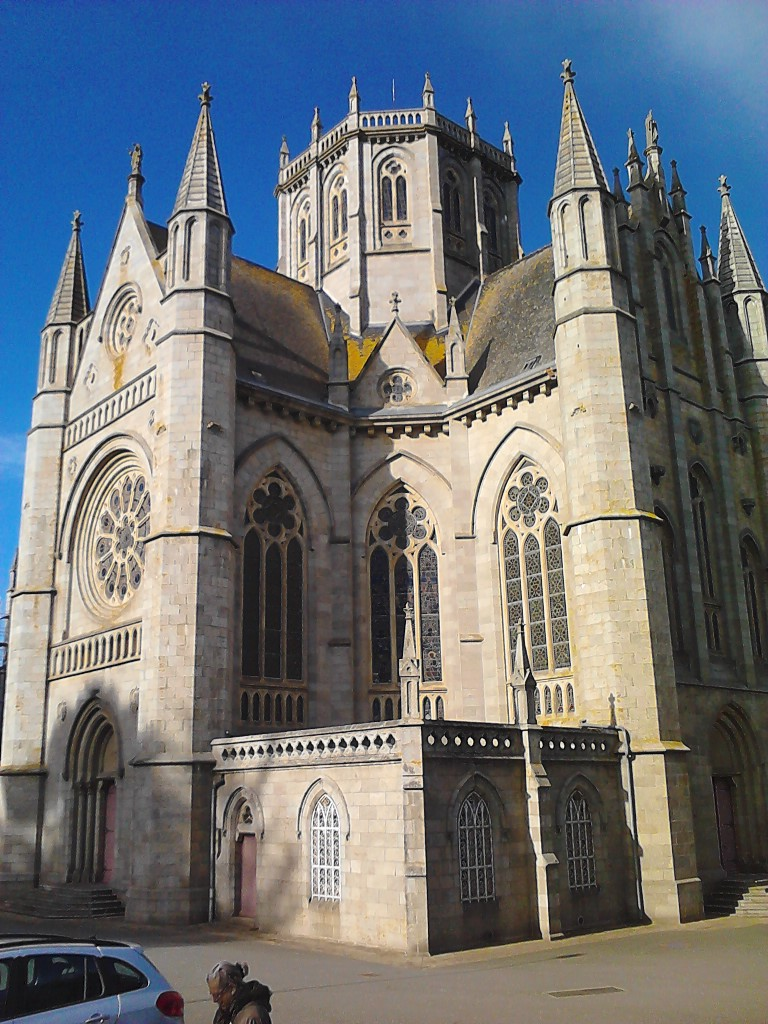
Klosterkirche des Klosters Bégard
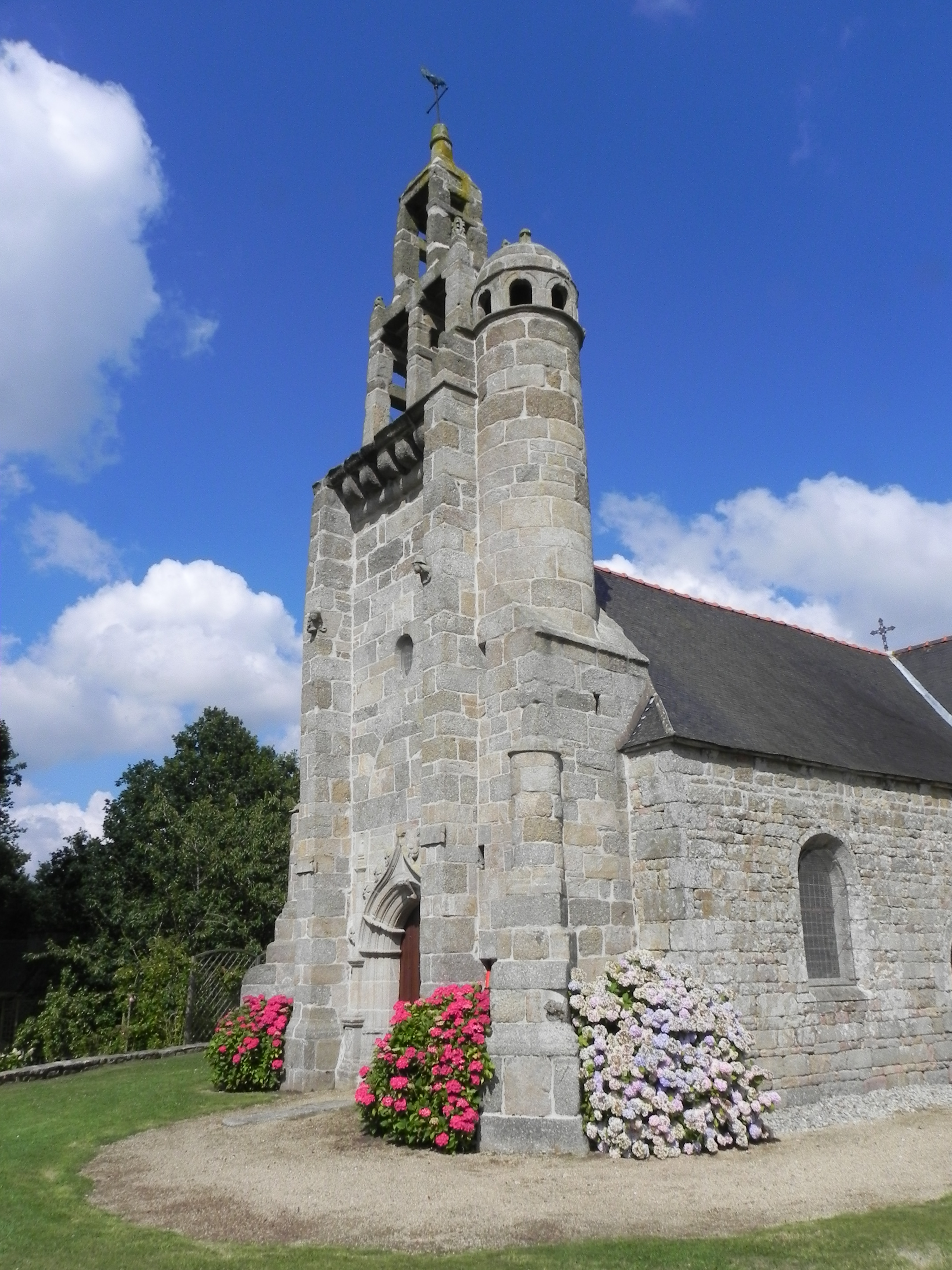
Kirche Saint-Méen
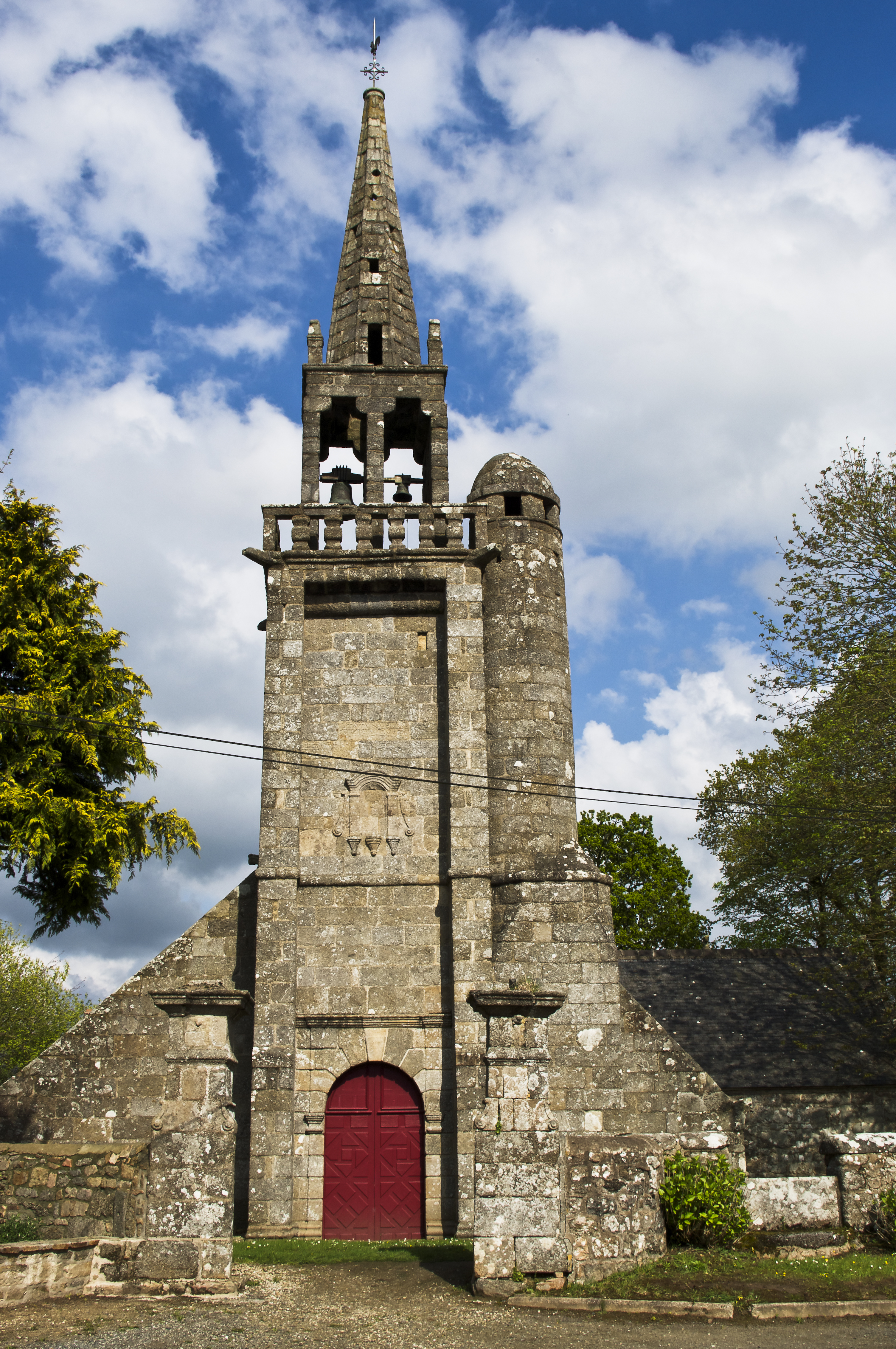
Kapelle Sainte-Tunvel
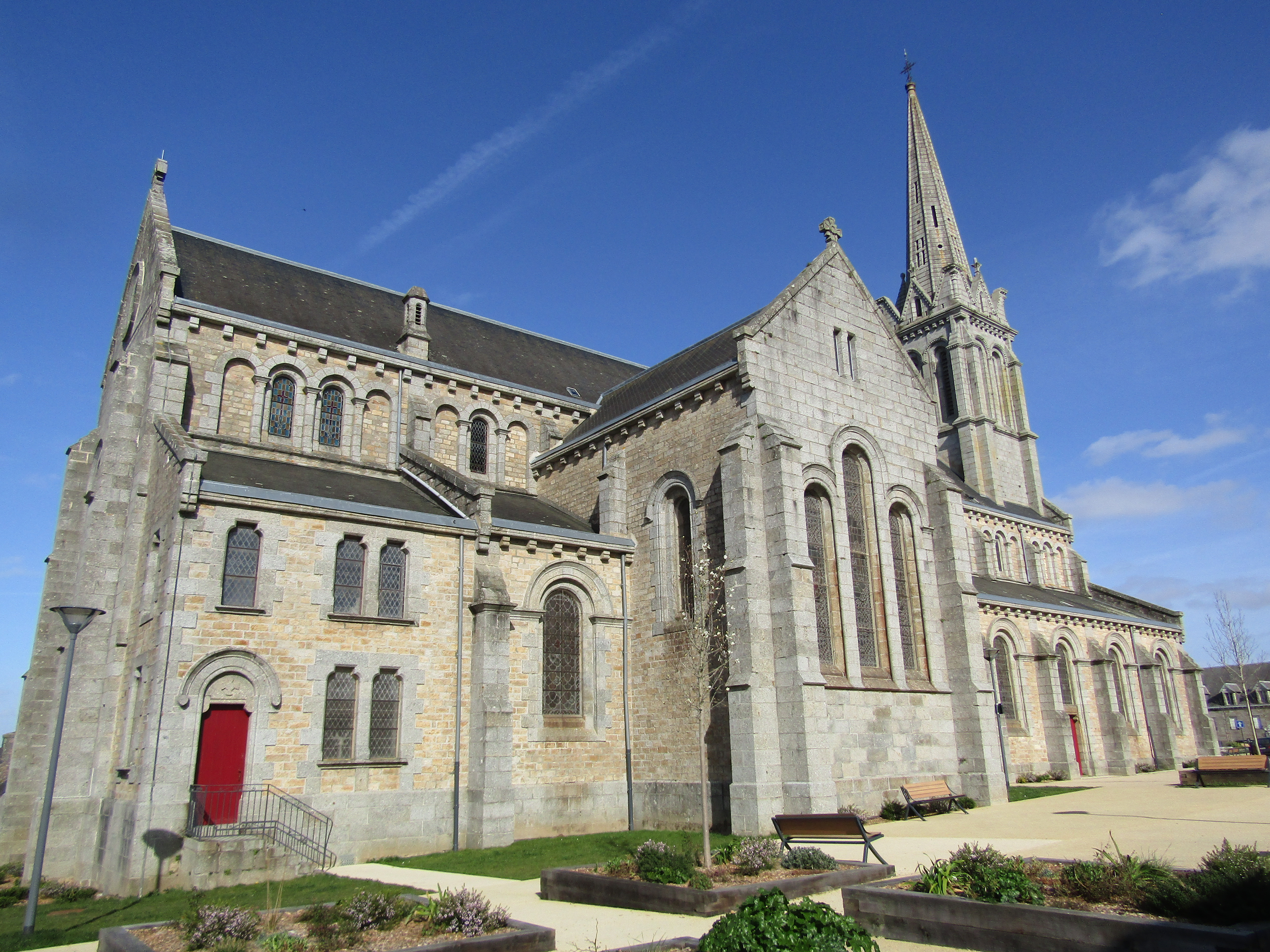
Pfarrkirche Notre-Dame
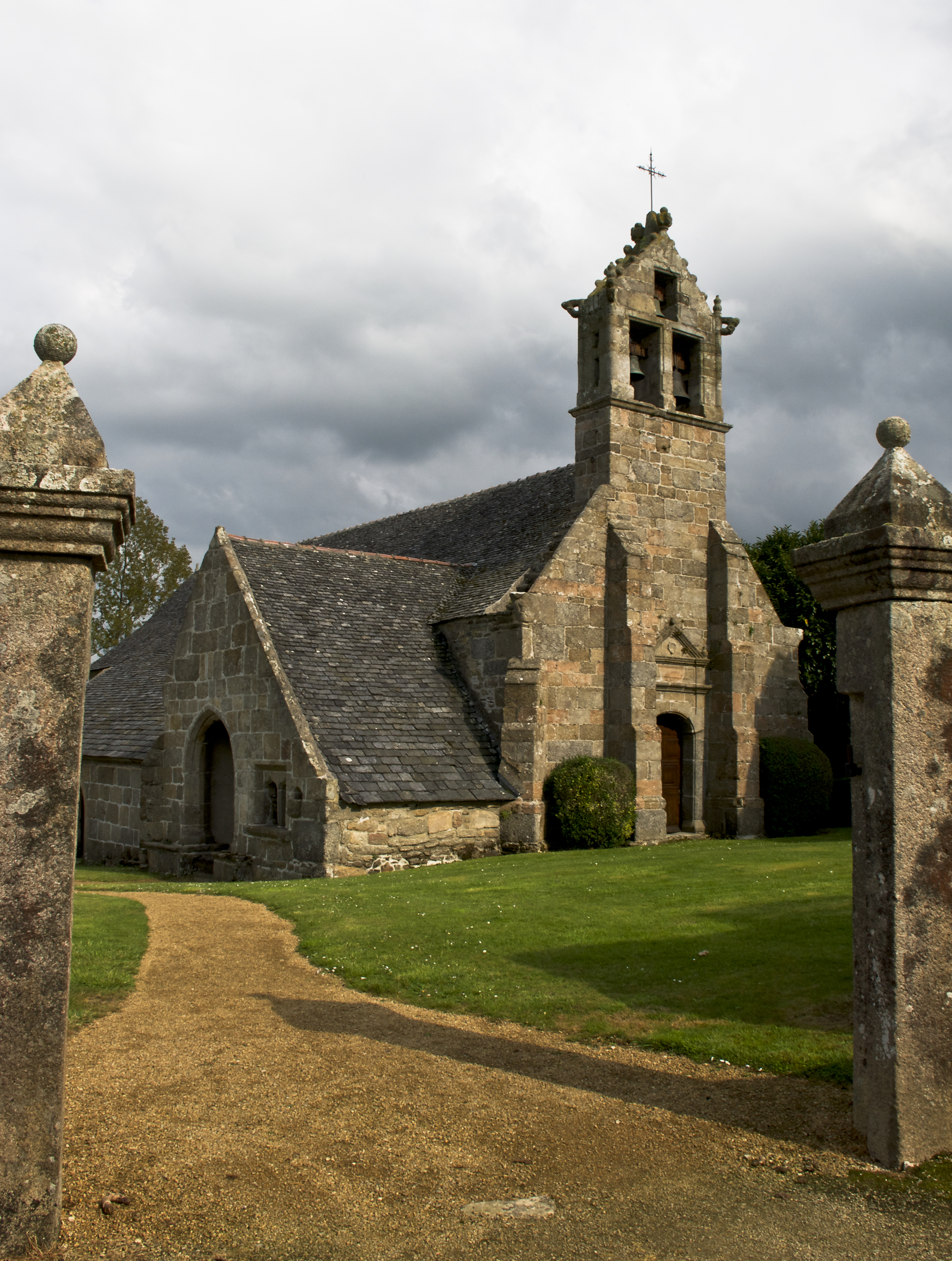
Pfarrkirche Sainte-Geneviève
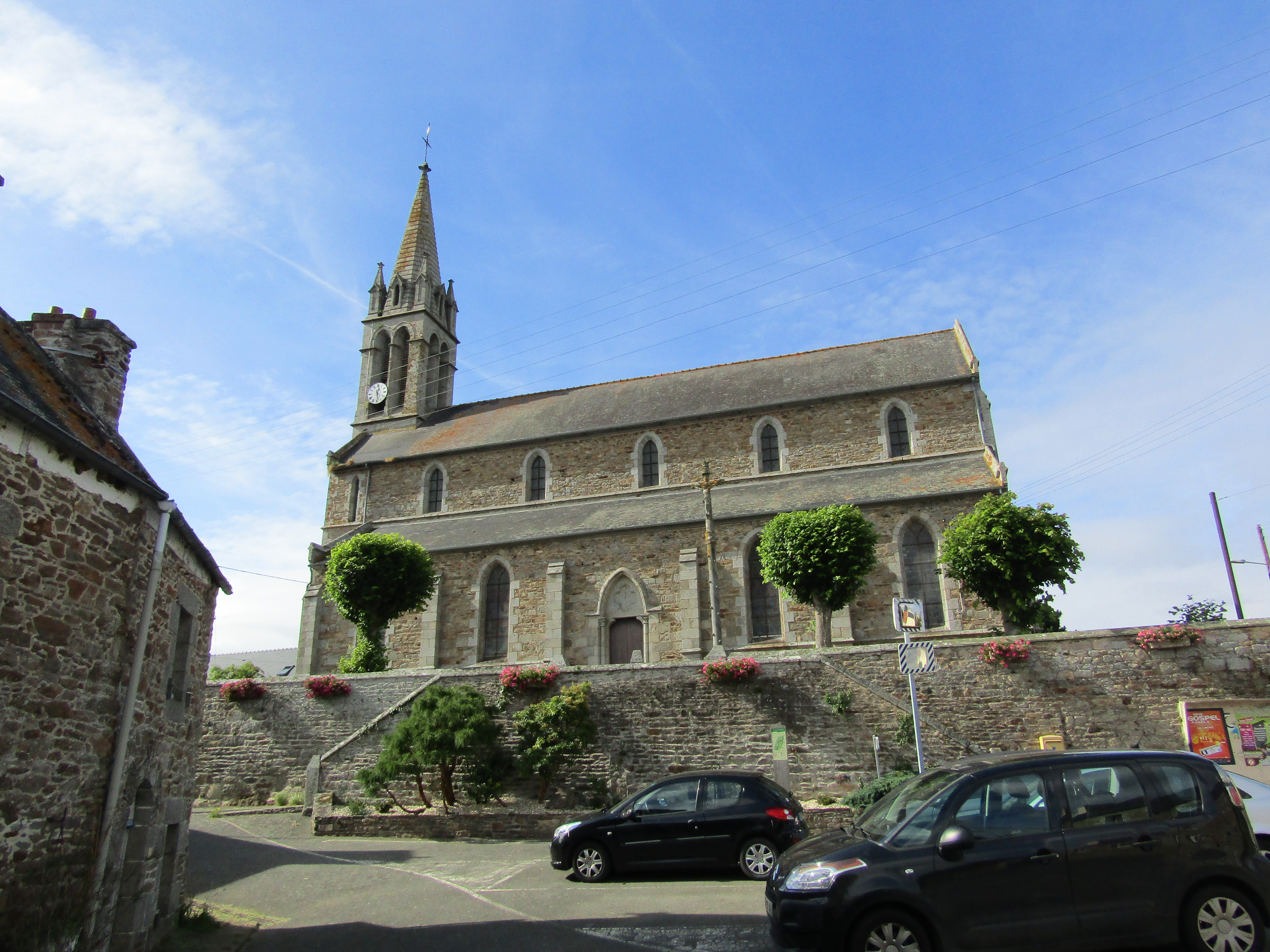
Pfarrkirche Saint-Rivoal

## Persönlichkeiten
- Alain de Bretagne, 1. Earl of Richmond (vor 1100–1146), englischer Adliger, in Bégard begraben

## Gemeindepartnerschaften
Mit der britischen Gemeinde Saint Asaph in Denbigshire (Wales) besteht eine Partnerschaft.